# اورنج بلژیک
اورنج بلژیک (انگلیسی: Orange Belgium) شرکت مخابرات بلژیکی است، که در سال ۱۹۹۶ تأسیس شد.